# Championnat de France de basket-ball en fauteuil roulant 2020-2021
 (24 juin 2021).
Navigation
Saison 2019-2020 Saison 2021-2022
Le championnat de France de basket-ball en fauteuil roulant de Nationale A 2020-2021 est la 53e édition de cette compétition. Hyères en est le tenant du titre depuis 2019, en raison de l'annulation de la saison 2019-2020 due à l'épidémie de Covid-19.
Participent à cette édition les équipes de Nationale A 2019-2020, moins le Lyon Basket Fauteuil, forfait général en début de saison précédente et reparti en Nationale C. 
À l'issue de la saison régulière, les quatre premières équipes au classement sont qualifiées pour le final four. Le vainqueur est désigné « Champion de France de Nationale A ». Avec le projet de repasser à 10 équipes dans l'élite en 2021-2022, le onzième du championnat à l'issue de la phase régulière est directement relégué en Nationale B, tandis que le dixième dispute un barrage face au champion de France de NB.

## Clubs engagés pour la saison 2020-2021
| \| Lannion St-Avold Meaux Hyères Le Cannet Bordeaux Toulouse Le Puy · en Velay Meylan Lille Gennevilliers \| Localisation des clubs engagés dans le championnat. |
| Lannion St-Avold Meaux Hyères Le Cannet Bordeaux Toulouse Le Puy · en Velay Meylan Lille Gennevilliers                                                           |

### Participants
Les quatre premiers à la fin de la saison régulière participent au final four afin d'attribuer le titre de champion de France.
| Club                                              | Classement 2019-2020 | Entraîneur           | Salle(s)                                        |
| ------------------------------------------------- | -------------------- | -------------------- | ----------------------------------------------- |
| Aigles du Puy-en-Velay                            | 1                    | Malik Abes           | Palais des Sports Roche Arnaud, Le Puy-en-Velay |
| Hyères Handi Club                                 | 2                    | Jérôme Mugnani       | Gymnase des Rougières, Hyères                   |
| Hornets Le Cannet                                 | 3                    | Daniel Paquet        | Salle Maillan, Le Cannet                        |
| Club handisport est-mosellan Saint-Avold          | 4                    | Michel Mensch        | COSEC, Saint-Avold                              |
| Toulouse Iron Club                                | 5                    | Jean-Louis Granzotto | Gymnase Compans-Caffarelli, Toulouse            |
| CS Meaux Basket Fauteuil                          | 6                    | Mario Fahrasmane     | Halle des Sports Christian Roussel, Meaux       |
| Léopards de Guyenne Bordeaux                      | 7                    |                      | Gymnase Aubiers-Ginko, Bordeaux                 |
| Lille Université Club HB                          | 8                    | Romuald Guidez       | Salle Ostermeyer, Lille                         |
| Club trégorrois handisport de Lannion             | 9                    |                      | Gymnase de l'IUT, Lannion                       |
| Meylan Grenoble Handibasket                       | 10                   |                      | Gymnase Charlaix Mauperthuis, Meylan            |
| Communiquer et vivre son handicap à Gennevilliers | 11                   | Franck Belen         | Gymnase des Grésillons, Gennevilliers           |

## Saison régulière

### Tableau synthétique des résultats
| Résultats (dom.\ext.)                                              | PUY | HYE | CAN | SAV | TOU | MEA | BOR | LIL | LAN | MEY | GEN |
| Le Puy-en-Velay                                                    |     | -   | -   | -   | -   | -   | -   | -   | -   | -   | -   |
| Hyères                                                             | -   |     | -   | -   | -   | -   | -   | -   | -   | -   | -   |
| Le Cannet                                                          | -   | -   |     | -   | -   | -   | -   | -   | -   | -   | -   |
| Saint-Avold                                                        | -   | -   | -   |     | -   | -   | -   | -   | -   | -   | -   |
| Toulouse                                                           | -   | -   | -   | -   |     | -   | -   | -   | -   | -   | -   |
| Meaux                                                              | -   | -   | -   | -   | -   |     | -   | -   | -   | -   | -   |
| Bordeaux                                                           | -   | -   | -   | -   | -   | -   |     | -   | -   | -   | -   |
| Lille UC                                                           | -   | -   | -   | -   | -   | -   | -   |     | -   | -   | -   |
| Lannion                                                            | -   | -   | -   | -   | -   | -   | -   | -   |     | -   | -   |
| Meylan Grenoble                                                    | -   | -   | -   | -   | -   | -   | -   | -   | -   |     | -   |
| Gennevilliers                                                      | -   | -   | -   | -   | -   | -   | -   | -   | -   | -   |     |
| - Victoire à domicile - Victoire à l'extérieur - Match non disputé |     |     |     |     |     |     |     |     |     |     |     |

Note : L'équipe jouant à domicile est indiquée dans la colonne de gauche et l'équipe se déplaçant sur la première ligne.

### Classement de la saison régulière
| Rang | Équipe                 | Pts | J | G | P | Pp | Pc | Diff |
| ---- | ---------------------- | --- | - | - | - | -- | -- | ---- |
| 1    | Aigles du Puy-en-Velay | 0   | 0 | 0 | 0 | 0  | 0  |      |
| 2    | Hyères HC              | 0   | 0 | 0 | 0 | 0  | 0  |      |
| 3    | Hornets Le Cannet      | 0   | 0 | 0 | 0 | 0  | 0  |      |
| 4    | CHEM Saint-Avold       | 0   | 0 | 0 | 0 | 0  | 0  |      |
| 5    | Toulouse IC            | 0   | 0 | 0 | 0 | 0  | 0  |      |
| 6    | CS Meaux BF            | 0   | 0 | 0 | 0 | 0  | 0  |      |
| 7    | LDG Bordeaux           | 0   | 0 | 0 | 0 | 0  | 0  |      |
| 8    | Lille UCHB             | 0   | 0 | 0 | 0 | 0  | 0  |      |
| 9    | CTH Lannion            | 0   | 0 | 0 | 0 | 0  | 0  |      |
| 10   | Meylan Grenoble HB     | 0   | 0 | 0 | 0 | 0  | 0  |      |
| 11   | CVH Gennevilliers      | 0   | 0 | 0 | 0 | 0  | 0  |      |

| Légende :                                |
| - Qualification pour le final four       |
| - Barrage de relégation NA/NB            |
| - Relégation en Nationale B              |
| C : Vainqueur de la Coupe de France 2020 |
| 0                                        |

| Clubs \ Journées | 1 | 2 | 3 | 4 | 5 | 6 | 7 | 8 | 9 | 10 | 11 | 12 | 13 | 14 | 15 | 16 | 17 | 18 | 19 | 20 | En P.O. | Barr. | Relég. |
| ---------------- | - | - | - | - | - | - | - | - | - | -- | -- | -- | -- | -- | -- | -- | -- | -- | -- | -- | ------- | ----- | ------ |
| Le Puy-en-Velay  |   |   |   |   |   |   |   |   |   |    |    |    |    |    |    |    |    |    |    |    |         |       |        |
| Hyères           |   |   |   |   |   |   |   |   |   |    |    |    |    |    |    |    |    |    |    |    |         |       |        |
| Le Cannet        |   |   |   |   |   |   |   |   |   |    |    |    |    |    |    |    |    |    |    |    |         |       |        |
| Saint-Avold      |   |   |   |   |   |   |   |   |   |    |    |    |    |    |    |    |    |    |    |    |         |       |        |
| Toulouse         |   |   |   |   |   |   |   |   |   |    |    |    |    |    |    |    |    |    |    |    |         |       |        |
| Meaux            |   |   |   |   |   |   |   |   |   |    |    |    |    |    |    |    |    |    |    |    |         |       |        |
| Bordeaux         |   |   |   |   |   |   |   |   |   |    |    |    |    |    |    |    |    |    |    |    |         |       |        |
| Lille UC         |   |   |   |   |   |   |   |   |   |    |    |    |    |    |    |    |    |    |    |    |         |       |        |
| Lannion          |   |   |   |   |   |   |   |   |   |    |    |    |    |    |    |    |    |    |    |    |         |       |        |
| Meylan Grenoble  |   |   |   |   |   |   |   |   |   |    |    |    |    |    |    |    |    |    |    |    |         |       |        |
| Gennevilliers    |   |   |   |   |   |   |   |   |   |    |    |    |    |    |    |    |    |    |    |    |         |       |        |

| Légende :                      |
| - Leader du classement         |
| - Qualifiés pour le final four |
| - Barragiste                   |
| - Relégué en Nationale B       |
| 0                              |

## Coupe de France
En raison de la situation sanitaire, la Coupe de France 2021 n'est pas disputée